# Arcadia (film)
Pour les articles homonymes, voir Arcadia.
Pour plus de détails, voir Fiche technique et Distribution.
Arcadia est une comédie dramatique américaine réalisée par Olivia Silver et sortie en 2012.

## Fiche technique
- Titre : Arcadia
- Réalisation : Olivia Silver
- Scénario : Olivia Silver
- Musique : The Low Anthem
- Photographie : Eric Lin
- Montage : Jennifer Lee
- Producteur : Julien Favre, Jai Stefan, Silenn Thomas
- Production : DViant Films, Madrose Productions, Poisson Rouge Pictures et Shrink Media
- Distribution : Mica Films
- Pays :  États-Unis
- Durée : 91 minutes
- Genre : Comédie dramatique
- Dates de sortie :
  -  Allemagne : 13 février 2012
  -  États-Unis : 13 octobre 2012
  -  France : 1er janvier 2014

## Distribution
- John Hawkes : Tom
- Ryan Simpkins : Greta
- Kendall Toole : Caroline
- Ty Simpkins : Nat
- Drew Koles : Evan
- Myk Watford : Officier Allen
- Chris Fogleman : le caissier
- Franklin Ruehl : le réceptionniste
- Julia Campbell : Mme Acres
- Tina Holmes : Maman